# New Providence, Iowa
New Providence är en ort i Hardin County i Iowa. Vid 2010 års folkräkning hade New Providence 228 invånare.